# Dalia Ravikovich

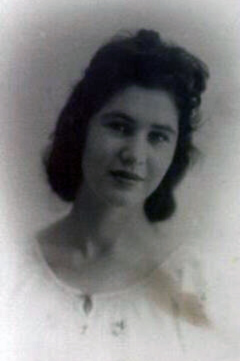
Fotografie din anii 1950

Dalia Ravikovich (în ebraică דליה רביקוביץ; n. 17 noiembrie 1936, Ramat Gan, Palestina sub mandat britanic – d. 21 august 2005, Tel Aviv, Israel), a fost o poetă, scriitoare și publicistă israeliană.

## Familia și anii de copilărie
Dalia Ravikovich s-a născut la Ramat Gan în anul 1936 ca fiica cea mare a lui Levi Ravikovich, inginer, evreu german (născut la Berlin în 1909) care emigrase în Israel din Harbin, China, și a lui Mihal (1909 Rehovot - 1995), de meserie profesoară.
Mama era nepoata rabinului Shmuel Hominer, dintre primii care au întemeiat cartiere în afara zidurilor Orașului Vechi la Ierusalim. După Dalia celor doi soți li s-au mai născut doi băieți gemeni. Trei zile înainte de a împlini 6 ani, Dalia și-a pierdut tatăl într-un accident de circulație. În urma acestei nenorociri, familia s-a mutat în kibuțul Geva (Gheva), unde mama ei găsise de lucru iar, mai apoi, și un partener de viață. Fetița s-a simțit acolo înstrăinată și umilită. Într-o perioadă ea s-a numărat printre copiii care au fost examinați de psihanalistul Bruno Bettelheim care cerceta modul de creștere a copiilor din kibuțuri. La vârsta de 13 ani Dalia a fost dată în grija unei familii din Haifa.

## Tinerețea și anii de maturitate
La 18 ani s-a înrolat în armată, dar după 8 luni, având dificultăți de adaptare, a fost eliberată din motive de sănătate psihică.
Dalia Ravikovich a studiat filologia, literatura ebraică și  engleză la Universitatea Ebraică din Ierusalim, dar nu și a terminat studiile. În vremea studenției a predat literatura ebraică într-un liceu. Având calități de excepție, în 1972 ea a obținut o bursă cu care a plecat la studii de literatură la Universitatea Oxford.
De tânără ea a suferit de crize repetate de depresie și uneori, în cursul tratamentelor medicamentoase, și câteva perioade de hipomanie și manie, pe fondul unei tulburări afective bipolare.
Aceste crize, în afara experiențelor negative din copilărie, i-au făcut dificilă viața în lungul anilor. O astfel de depresie a cuprins-o și în timpul șederii în Anglia.
La vârsta de 24 ani ea s-a căsătorit cu scriitorul și dramaturgul Yosef Bar Yosef, de care a divorțat după trei luni. Doi ani mai târziu, s-a măritat cu ziaristul și redactorul de televiziune Itzhak Livni, cu care a conviețuit vreme de trei ani, și cu care a rămas, și după divorț, în relații de bună prietenie până la sfârșitul vieții.
În anul 1978 a născut un băiat, Idó, din relația cu un cunoscut avocat din Tel Aviv, Haim Kalir. După ce în 1989 s-a despărțit de acesta, copilul a rămas în grija tatălui.
La 21 august 2005 poeta a fost găsită de fiul ei, fără semne de viața, in locuința ei. La început, din cauza trecutului ei de tentative de sinucidere, s-a crezut că s-ar fi sinucis cu o doză mare de medicamente, dar atât mărturiile celor aflați în contact cu ea, cât și examenul anatomo-patologic post mortem au exclus această ipoteză. După datele examinării patologice care au evidențiat o cardiomegalie, se crede că a avut un stop cardiac în urma unei tulburări de ritm a inimii.

## Activitatea literară
Perioadele de depresie și de criză sufletească au influențat și creația ei poetică. În poeziile ei ca și în activitatea ei publicistică se reflectă oscilația între o formidabilă vitalitate și dorința de a fi prezentă în toate disputele morale și politice ale  lumii din jur, și între disperare și melancolie.

## In memoriam
În octombrie 2005 primăria Tel Aviv a așezat o placă memorială  pe peretele clădirii în care a locuit poeta pe strada Yehoash nr.6 din Tel Aviv

## Opere
Poeta a publicat 10 volume de versuri.
- מכונית הקסמים (לילדים), 1959 (Mașina fermecată) -Mehonit Haksamim pentru copii
- מסיפורי "הלב האמיץ" (לילדים), 1961 din povestirile (Inima curajoasă) - Halev haamitz pentru copii
- מיכה ומכבי האש (לילדים), 1962 (Miha si pompierii)

Miha vehakabayim - pentru copii
- אהבת תפוח הזהב (שירים), ספריית פועלים, 1961, 1963

Dragostea portocalei, versuri (Ahavat tapuah hazahav)
- חורף קשה (שירים), דביר, 1964  Hóref kashè  Iarnă grea
- הספר השלישי (שירים), לוין-אפשטין, 1970, 1988 Cartea a Treia, versuri Hasefer Hashlishí
- כל משברייך וגלייך (שירים), 1971 Toate crizele și valurile tale versuri
- מוות במשפחה Moarte în familie ,Mávet bamishpahá povestiri (סיפורים)
- מעלילות דדי המופלא (לילדים), 1978 Din peripețiile lui Dedi cel minunat Mealilot Dedi Hamuflá , pentru copii
- אימא מבלבלת (לילדים), 1981 Mama Încurcă Lume  Ima mevalbelet
- תהום קורא (שירים), 1987 Abis chemând, Tehom koré, versuri
- אהבה אמיתית (שירים), 1987 O dragoste adevarată

Ahavá amitit, versuri
- אימא עם ילד (שירים), 1992 Mamă cu copil Ima im yeled

versuri
- כל השירים עד כה, 1995 Toate versurile de până acum Kol hashirim ad ko
- קבוצת הכדורגל של ויני מנדלה, 1997 Echipa de fotbal a lui Winnie Mandela - Kvutzat Hakadureggel shel Winnie Mandela

povestiri
- מרוב אהבה – מבחר שירים, 1998 Merov ahavá De atâta iubire versuri alese (Mivhar shirim)
- חצי שעה לפני המונסון, 1998 Jumătate de oră înainte de muson, Hatzi shaá lifney hamonson
- באה והלכה (סיפורים), מודן, 2005 A venit și s-a dus Báa vehalhá

## Premii și distincții
- 1987 - Premiul Bialik
- Premiul Shlonsky
- Premiul Brenner
- 1998 Premiul Israel - premiul de stat, pentru literatură
- 2000 doctor honoris causa al Universității Haifa
- 2005 Premiul prim-ministrului pentru literatură ebraică